# Ла-Енсіна (Саламанка)
Ла-Енсіна (ісп. La Encina) — муніципалітет в Іспанії, у складі автономної спільноти Кастилія-і-Леон, у провінції Саламанка. Населення — 130 осіб (2010).
Муніципалітет розташований на відстані близько 240 км на захід від Мадрида, 90 км на південний захід від Саламанки.
На території муніципалітету розташовані такі населені пункти: (дані про населення за 2010 рік)
- Ла-Енсіна: 130 осіб
- Робліса: 0 осіб

## Демографія
Динаміка населення (INE ):

## Зовнішні посилання
- Провінційна рада Саламанки: індекс муніципалітетів [Архівовано 23 квітня 2009 у Wayback Machine.]
- Посилання на Google Maps